# 甲氧基哌拉酰胺
甲氧基哌拉酰胺（缩写MeOP或MEXP）是一种含氮有机化合物，分子式C
13H
18N
2O
2，属于哌嗪衍生物，与1-甲基-4-苄基哌嗪结构上类似，可作为精神药物。